# Сусана Найдіч
Сусана Найдіч (ісп. Susana Naidich; нар. 1932) — аргентинська співачка, музикознавець, фонолог, викладач голосу та логопед. Засновник і перший президент Аргентинського товариства голосу.

## Біографічні відомості
Найдіч народилася в Буенос-Айресі. Навчалася в Національному відділі культури (Буенос-Айрес, 1949–50), Університеті музики та виконавських мистецтв (Відень, Австрія, 1950–52), Collegium Musicum (Зальцбург, Австрія, 1951), Університеті Брандейса (Волтем, Массачусетс, США, 1954–56), а також у Музичній школі Лонгі Бард коледжу (Кембридж, Массачусетс, 1954–56).
Дебютувала як співачка у віці 17 років у школі опери Театру Колумба у Буенос-Айресі. Під час навчання у Відні вона виступала на Зальцбурзькому фестивалі під керівництвом Георга Шолті.